# اس‌اس توروی
اس‌اس توروی (به انگلیسی: SS Thorøy) یک کشتی بود. این کشتی در سال ۱۸۹۳ ساخته شد.